# Nodulisporium melonis
Nodulisporium melonis är en svampart som beskrevs av Ts. Watan. & Mas. Sato 1995. Nodulisporium melonis ingår i släktet Nodulisporium och familjen kolkärnsvampar.   Inga underarter finns listade i Catalogue of Life.